# Michi Goto
Michi Goto (後藤 三知, 27 de juliol de 1990) és una futbolista japonesa.

## Selecció del Japó
Va debutar amb la selecció del Japó el 2008. Va disputar 7 partits amb la selecció del Japó.

## Estadístiques
| Selecció del Japó | Selecció del Japó | Selecció del Japó |
| Anys              | Partits           | Gols              |
| ----------------- | ----------------- | ----------------- |
| 2008              | 2                 | 2                 |
| 2009              | 0                 | 0                 |
| 2010              | 0                 | 0                 |
| 2011              | 0                 | 0                 |
| 2012              | 0                 | 0                 |
| 2013              | 1                 | 0                 |
| 2014              | 4                 | 0                 |
| Total             | 7                 | 2                 |